# Szkoła podstawowa

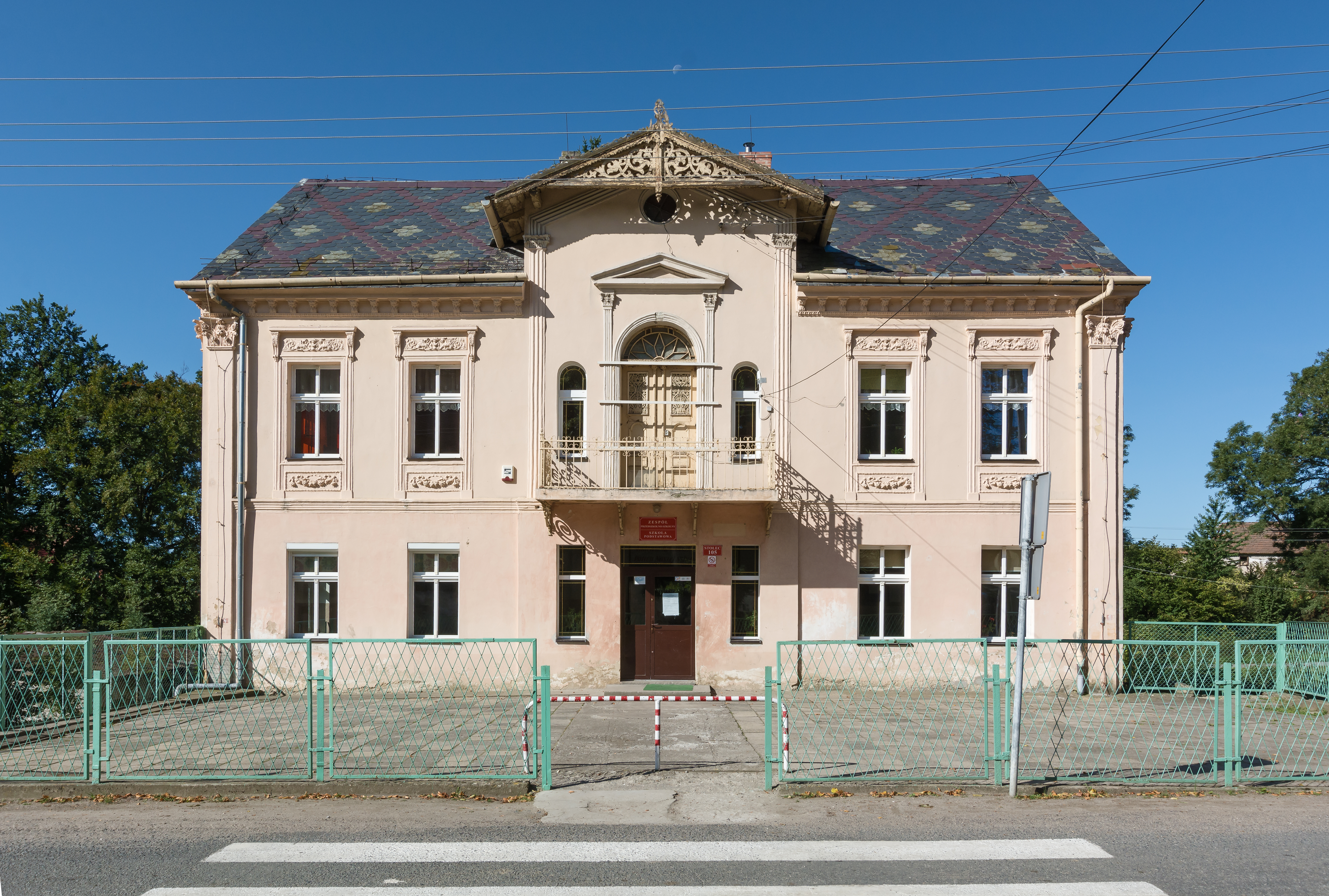
Szkoła podstawowa w Stolcu

Szkoła podstawowa – pierwszy etap zorganizowanej edukacji. Zazwyczaj nauka w szkole podstawowej jest obowiązkowa. W Polsce dzieci uczęszczają do szkół znajdujących się najbliżej miejsca zamieszkania, według tzw. rejonizacji. O przydziale rejonów do szkół decydują samorządy lokalne.

## Status prawny
W następujących państwach Europy nauczanie na poziomie szkoły podstawowej jest obowiązkowe, z wykluczeniem tzw. nauczania domowego: Szwecja, Niemcy, Holandia, Grecja, Bułgaria, Mołdawia, Białoruś, Litwa, Chorwacja, Cypr, San Marino, Liechtenstein, Malta. W innych państwach europejskich warunkowo dopuszczalne jest nauczanie poza szkołą (edukacja domowa). Wymagane jest wykazanie się dziecka opanowaniem określonego zasobu wiedzy, sprawdzanego w szkole w wyznaczonych terminach.

## Szkoła podstawowa w Polsce

### Historia

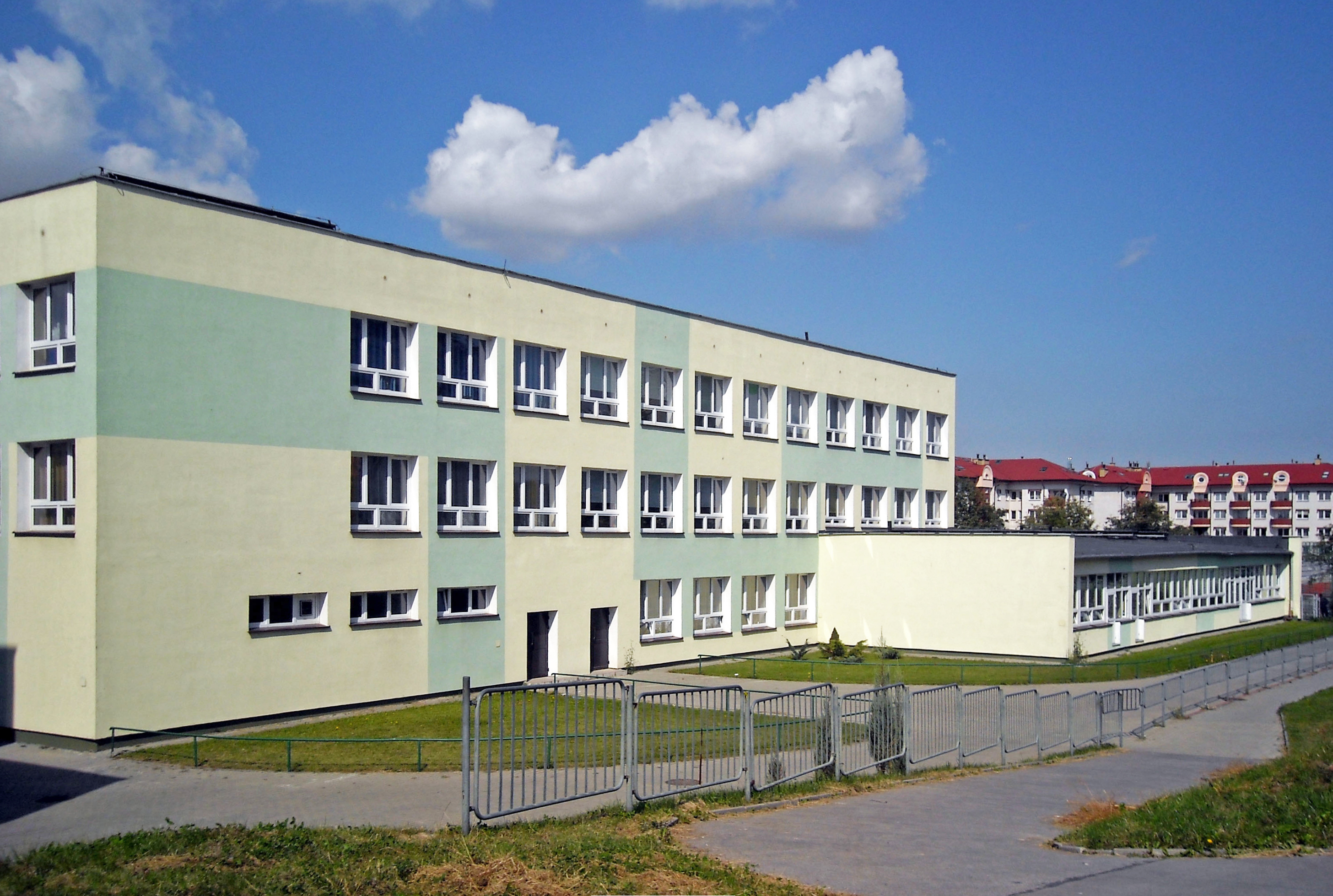
Budynek Szkoły Podstawowej nr 30 w Lublinie (tysiąclatka)

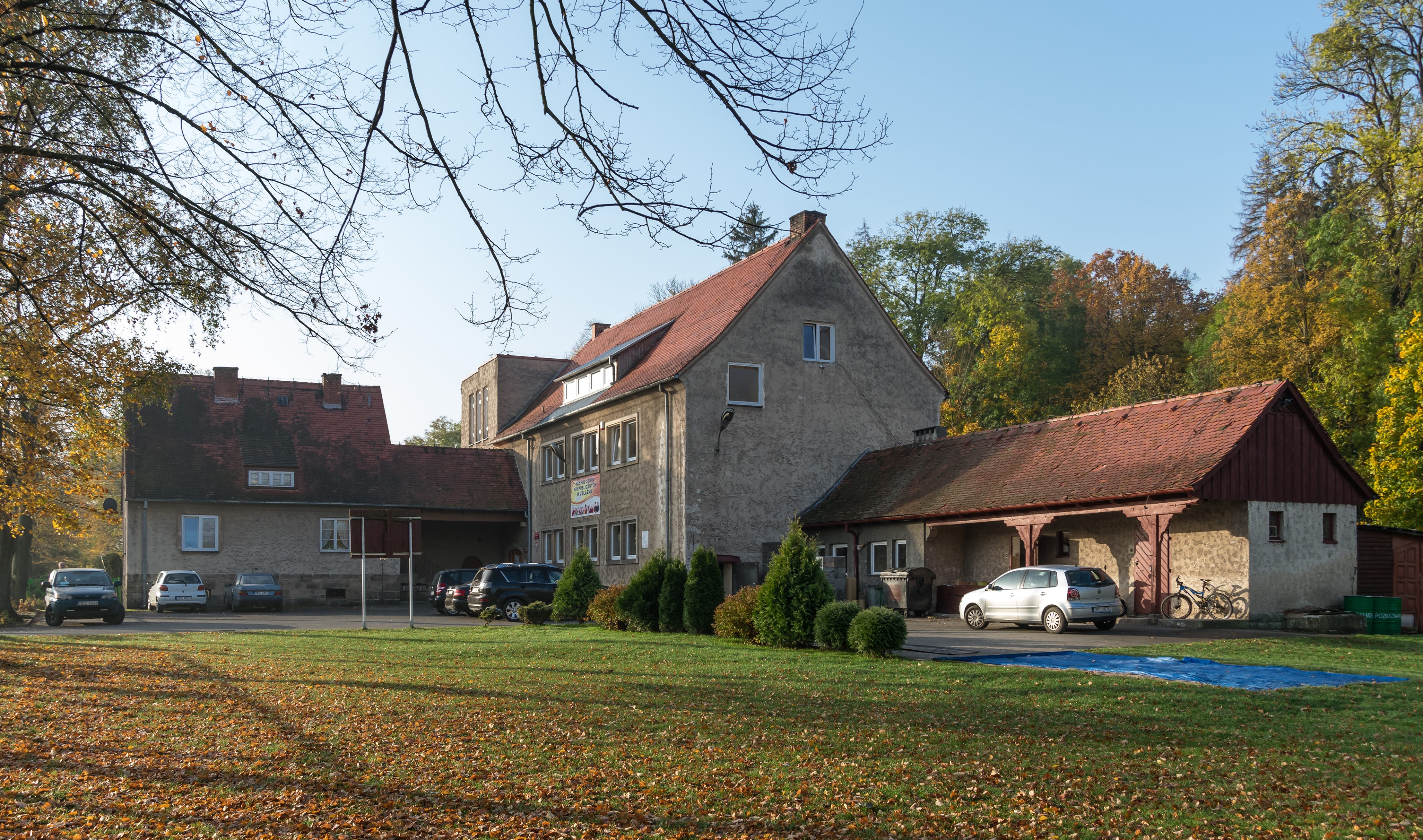
Niepubliczna Szkoła Podstawowa w Żelaznie

Szkoła podstawowa w Polsce jest elementem współczesnego systemu oświaty i jest obowiązkowa. Obowiązek szkolny ujęto prawem polskim w wieku XIX (1808), w okresie międzywojennym (1919) oraz w latach 40./50. i 90. XX w. (1990).

#### Okres zaborów XVIII/XIX w.
Na terenach Galicji w zaborze austriackim liczba szkół parafialnych w końcu XVIII wieku była bardzo mała. W 1774 roku wyszła opracowana przez Jana Ignacego Felbigera ustawa dla szkolnictwa ludowego „Powszechne rozporządzenie szkolne dla szkół normalnych głównych i trywialnych” której wytyczne obowiązywały do 1869 roku. Ustawa ta wprowadziła podział szkół ludowych na normalne (w powiatach), główne oraz szkoły trywialne w małych miasteczkach i na wsiach. Szkoła normalna liczyła 4 klasy i zatrudniała 4–5 nauczycieli oraz katechetę. W trywialnych szkołach w miastach zatrudniano 1–2 nauczycieli dla 3 klas, w szkołach trywialnych na wsi był 1 nauczyciel oraz funkcjonowały 2 klasy. W szkołach obowiązywał jako wykładowy język niemiecki. Nauka w szkołach była obowiązkowa dla dzieci w wieku 6–13 lat.
W zaborze pruskim istniały rozbudowane tradycje szkolnictwa podstawowego. Od końca XVIII wieku działały szkoły jednoizbowe, a w 1773 roku Friedrich Eberhard von Rochow wprowadził do systemu szkolnego podział na dwie oddzielne grupy wiekowe. Opracował podręcznik Przyjaciel dzieci : to jest księga do czytania i używania dla uczącej się młodzieży.
W zaborze rosyjskim najistotniejsze dla władz było nauczanie elementarne, kształtujące wychowanie mas ludowych w duchu poddaństwa carowi. Sieć rosyjskich szkół ludowych miała zrównoważyć ruch powstających po 1863 r. tajnych szkół polskich. Komisja do spraw reformy szkolnej przygotowała ustawę w 1864 r. „O początkowych narodowych szkołach”. Zezwolono na zakładanie szkół instytucjom i stowarzyszeniom oraz osobom prywatnym, które miały odpowiadać za materialne zabezpieczenie pracy szkoły. Dydaktykę i wychowanie kontrolowały i zarządzały nimi gubernialne i powiatowe Rady Szkolne. Istniały 4 rodzaje szkół początkowych: prywatne, ministerialne, ziemskie i cerkiewno-parafialne. Te ostatnie zarządzały wiejskimi szkołami czytania i pisania powstającymi z inicjatywy chłopów.
Program rosyjskiej szkoły ludowej obejmował naukę czytania i pisania, cztery działania arytmetyczne, religię i śpiew cerkiewny.

#### Okres międzywojenny XX w.
W okresie międzywojennym funkcjonował model szkoły (nazywanej powszechną) siedmioletniej dla dzieci w wieku 7–14 lat. W początkowym okresie odbudowy szkolnictwa – po okresie zaborów – dopuszczano szkoły 4-klasowe z uzupełniającą nauką 3-letnią, lub szkoły 5-letnie z uzupełnieniem 2-letnim. Dziecko kończyło szkołę po 7 klasach lub (w przypadku braku postępów w nauce) maksymalnie po osiągnięciu 14 lat do końca roku szkolnego.
W czasach II wojny światowej przez okres 3 lat (1939–1942) szkoła podstawowa była czteroklasowa.

#### Okres po II wojnie światowej
Od roku szkolnego 1948/1949 do 1965/1966 szkoła podstawowa była szkołą 7-letnią, tworząc wraz z 4-letnim liceum ogólnokształcącym 11-letni cykl kształcenia ogólnego, w którym kolejne klasy stanowiły jednolity ciąg, liczony od klasy pierwszej do jedenastej. Szkoła ta – zgodnie z nazwą – była podstawowym ogniwem polskiego systemu szkolnego.
Przedłużenie nauki w szkole podstawowej do lat 8 nastąpiło w myśl Ustawy z dnia 15 lipca 1961 r. o rozwoju systemu oświaty i wychowania i – zgodnie z zawartą w niej argumentacją – miało na celu lepsze przygotowanie uczniów do dalszego kształcenia i zdobywania kwalifikacji zawodowych. Realizacja reformy polegała na wprowadzeniu nowych programów kształcenia w klasach V–VII oraz zorganizowaniu w roku szkolnym 1966/67 klasy ósmej, do której poszli jako pierwsi uczniowie z rocznika 1952. Nauka w zakresie ośmiu klas szkoły podstawowej była objęta obowiązkiem szkolnym. Dowód ukończenia tej szkoły stanowiło świadectwo ukończenia szkoły podstawowej, które umożliwiało kontynuację nauki w różnego typu szkołach ponadpodstawowych.
Do 1991 r. szkoła podstawowa była placówką jednolitą pod względem programu kształcenia. Oznaczało to, że kształcenie w niej przebiegało według takiego samego programu we wszystkich szkołach w kraju oraz takich samych podręczników. Zmiany dokonywane po tym okresie polegają m.in. na tym, że nauczyciele mogą realizować różne programy nauczania uwzględniające jedynie podstawę programową, czyli określony zestaw wspólnych treści, zatwierdzonych przez ministra edukacji narodowej.
Kształcenie w ciągu pierwszych trzech lat (nauczanie początkowe) miało w założeniu charakter propedeutyczny, gdyż umożliwiało opanowanie podstawowych wiadomości i umiejętności niezbędnych do dalszej edukacji. Pozostałe lata nauki poświęcone były kształceniu ogólnemu w zakresie różnych przedmiotów, odpowiadających podstawowym dyscyplinom naukowym (np. historia) oraz obszarom aktywności człowieka (np. muzyka). Mimo takich założeń również w nauczaniu początkowym kształcenie odbywało się z podziałem na przedmioty nauczania. Ponadto w 8-letniej szkole podstawowej były organizowane klasy przysposabiające do pracy zawodowej, przeznaczone dla uczniów, którzy do 15. roku życia ukończyli zaledwie V lub VI klasę i nie rokowali ukończenia szkoły podstawowej w przepisowym czasie.
Ostatni absolwenci 8-letniej szkoły podstawowej (z rocznika 1985/1986) opuścili jej mury w roku szkolnym 1999/2000.
Rok szkolny 1999/2000 był pierwszym, w którym wprowadzono w życie 6-letni cykl szkoły podstawowej, równocześnie ze starszych roczników (7. i 8. klasa) szkoły tworząc początek nowej struktury gimnazjum.
W roku szkolnym 2017/18 przywrócono ośmioletnią szkołę podstawową.

### Nauczanie wg obecnych przepisów
Nauka w szkole podstawowej jest obowiązkowa. Dziecko może iść do szkoły podstawowej w wieku 7 lat, ale na wniosek rodziców naukę w szkole podstawowej może także rozpocząć dziecko, które w danym roku kalendarzowym kończy 6 lat. 
Czas nauki został podzielony na dwa etapy. Pierwsze trzy lata (pierwszy etap edukacyjny – klasy I–III) nazywany jest edukacją wczesnoszkolną. Zajęcia najczęściej prowadzone są przez jednego nauczyciela, pełniącego jednocześnie funkcję wychowawcy (choć w przypadku języka obcego nowożytnego, edukacji muzycznej, informatycznej i plastycznej oraz zajęć wychowania fizycznego zajęcia może prowadzić również inny/inni nauczyciel/nauczyciele). 
Zajęcia są prowadzone wg określonego tygodniowego wymiaru godzin w klasie, zgodnie z rozporządzeniem Ministra Edukacji Narodowej w sprawie ramowych planów nauczania. 
W trakcie kolejnych pięciu lat (drugi etap edukacyjny – klasy IV–VIII) zajęcia prowadzą nauczyciele poszczególnych przedmiotów.
Szkoła podstawowa organizuje zajęcia z przedmiotów religia lub etyka zgodnie z deklaracją rodziców – przedmiot nie jest obowiązkowy (uczeń może uczęszczać także na oba przedmioty albo żaden z nich).

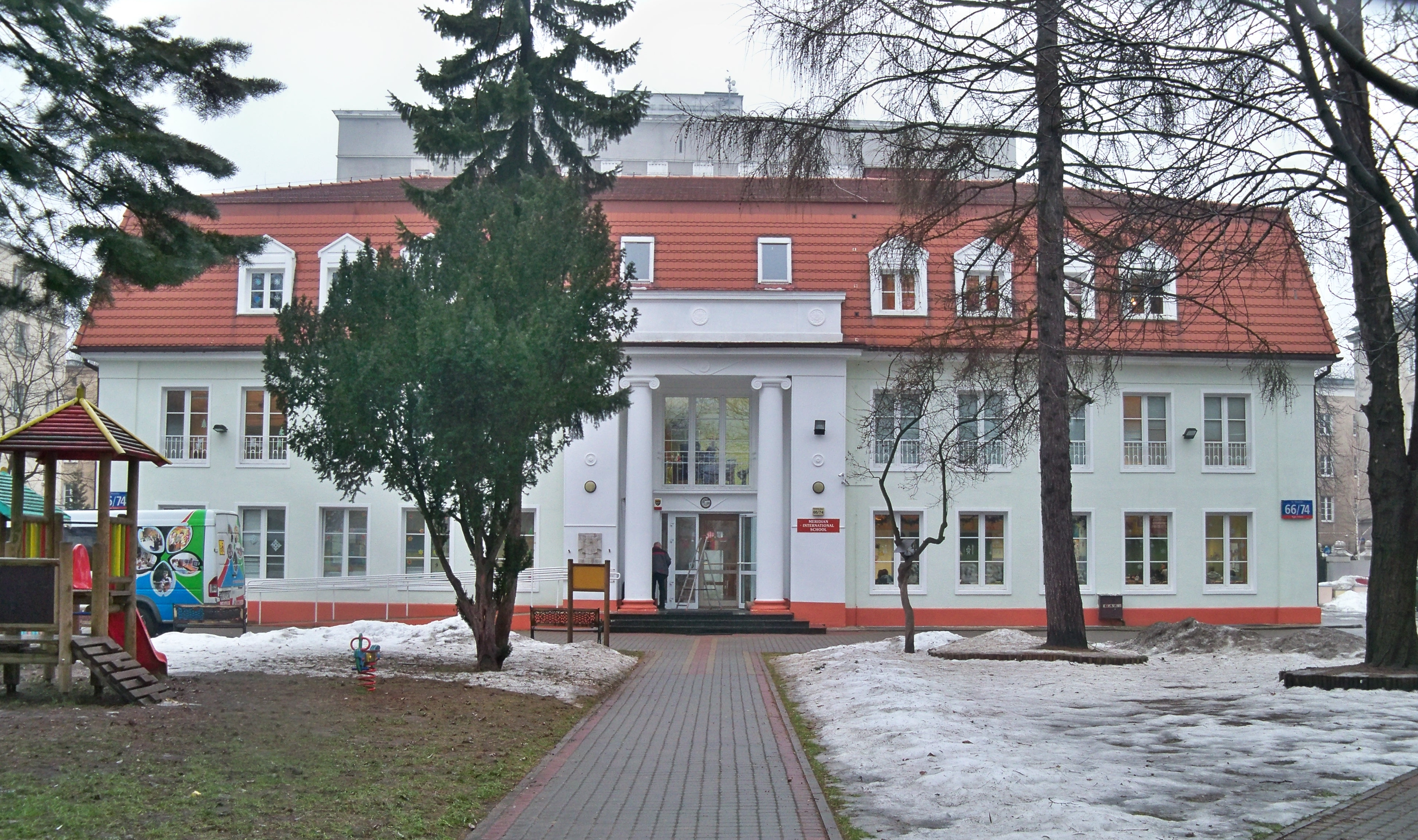
Budynek Międzynarodowej Szkoły Podstawowej Meridian w Warszawie

Dyrektor szkoły może podjąć decyzję o wprowadzeniu dodatkowych zajęć edukacyjnych dla uczniów w klasach IV–VIII (przedmiot, dla którego nie ustalono podstawy programowej). Na realizację ww. zajęć dyrektor szkoły przeznacza godziny dodane przez organ prowadzący szkołę. 
Uczniowie klas szóstych do roku szkolnego 2015/2016 włącznie obowiązkowo przystępowali do ogólnopolskiego zewnętrznego sprawdzianu organizowanego przez Centralną Komisję Egzaminacyjną. Od roku szkolnego 2018/2019 przeprowadza się egzamin ósmoklasisty.

### Rodzaje i typy szkół podstawowych
Istnieją również specyficzne rodzaje szkół podstawowych – specjalne, integracyjne, szkoły podstawowe z oddziałami integracyjnymi i sportowymi, szkoły podstawowe sportowe oraz szkoły mistrzostwa sportowego.
Ze względu na sposób finansowania wyróżnia się 3 typy szkół:
- publiczne
- społeczne
- prywatne.

Publiczne szkoły podstawowe są prowadzone przez jednostki samorządu terytorialnego, takie jak np. gmina, miasto.
Możliwe jest przekazanie przez jednostkę samorządu terytorialnego – zgodnie z ustawą o systemie oświaty – prowadzenia szkoły osobie fizycznej lub osobie prawnej na podstawie umowy. Przekształcona szkoła pozostaje szkołą publiczną, bezpłatną dla uczniów a właścicielem majątku szkoły jest nadal jednostka samorządu terytorialnego. Większość szkół, które są przekazywane do prowadzenia w tym trybie ustawy to szkoły podstawowe.
Istnieje wiele szkół podstawowych niepublicznych prowadzonych przez osoby prywatne, stowarzyszenia, fundacje i kościoły. Szkoły niepubliczne po zapewnieniu spełniania niezbędnych wymagań uzyskują uprawnienia szkół publicznych. W latach 90. XX wieku rozwinął się ruch szkół STO (Społeczne Towarzystwo Oświatowe) prowadzący również szkoły podstawowe – najstarsza założona w 1989 roku.
We wszystkich szkołach podstawowych, publicznych i niepublicznych, obowiązują te same podstawowe zasady:
- realizowane są programy nauczania uwzględniające podstawę programową,
- realizowane są zajęcia edukacyjne w wymiarze nie niższym niż wymiar obowiązkowych zajęć edukacyjnych określony w ramowym planie nauczania,
- stosuje się odpowiednie zasady klasyfikowania i promowania uczniów,
- prowadzi się dokumentację przebiegu nauczania,
- zatrudnia się nauczycieli obowiązkowych zajęć edukacyjnych, posiadających odpowiednie kwalifikacje.

Po ukończeniu szkoły podstawowej do roku szkolnego 2015/2016 włącznie uczniowie kontynuowali naukę w gimnazjach.
W wielu szkołach podstawowych, zwłaszcza zlokalizowanych na terenach wiejskich, funkcjonują oddziały przedszkolne. Najczęściej uczęszczają do nich dzieci sześcioletnie, realizujące w nich wprowadzony w Polsce od 1 września 2004 obowiązek rocznego przygotowania przedszkolnego. Od 1 września 2007 r. został wprowadzony w publicznych szkołach podstawowych obowiązek noszenia przez uczniów jednolitego stroju według wzoru ustalonego przez dyrektora szkoły (tzw. mundurka szkolnego), jednak już w kolejnym roku szkolnym obowiązek zniesiono, pozostawiając swobodę decyzji w tej sprawie szkolnej społeczności.

### Świadectwo szkolne w szkole podstawowej

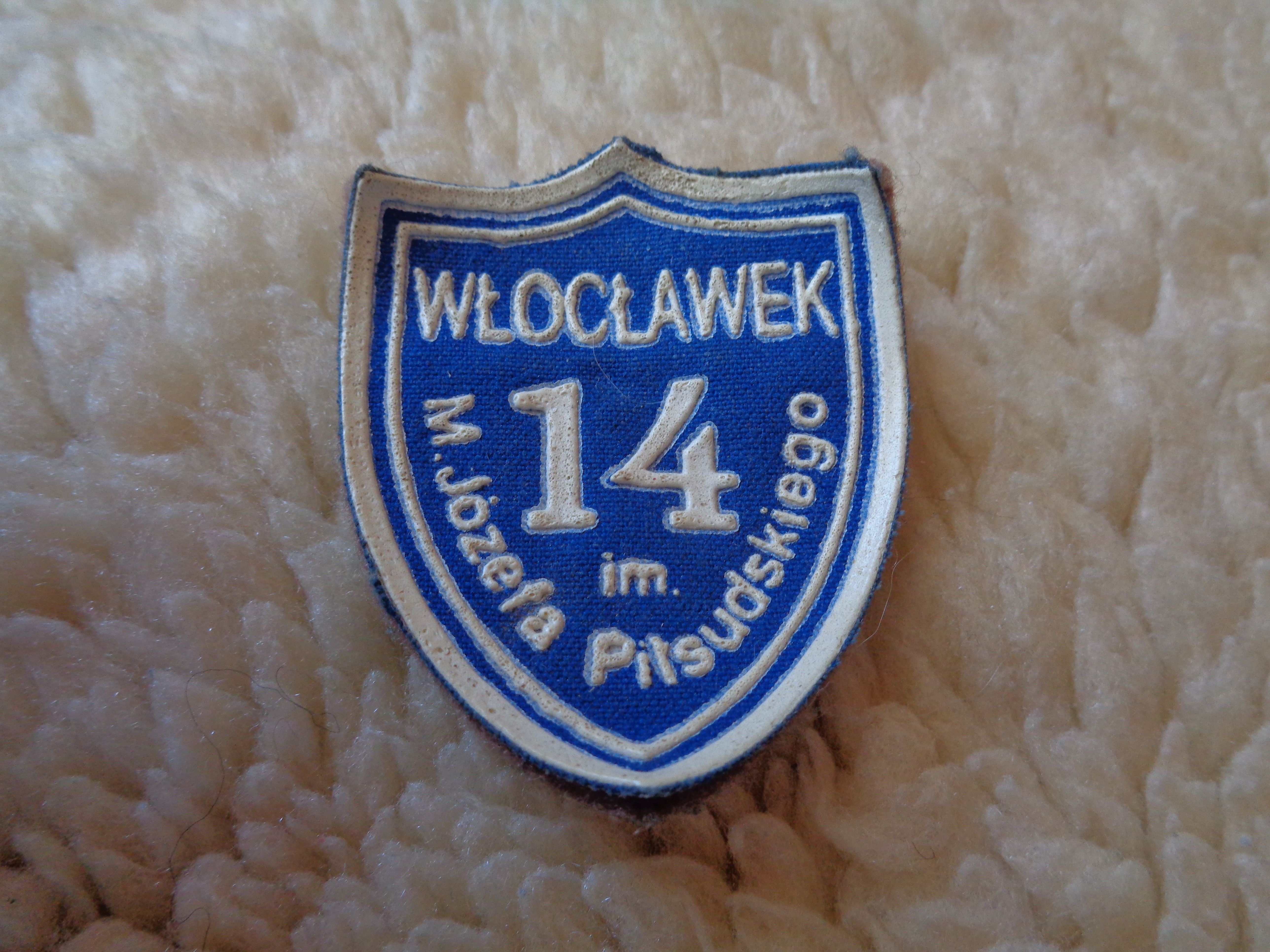
Tarcza szkolna szkoły podstawowej

W szkole podstawowej występują dwa typy świadectw szkolnych: promocyjne (po ukończeniu klas od I do VII) oraz ukończenia szkoły podstawowej (po klasie VIII). Świadectwo szkolne w szkole podstawowej ma wymiar A4 i jest drukowane na niebieskim giloszu.

### Przywrócenie 8-klasowej szkoły podstawowej
W 2016 r. Ministerstwo Edukacji Narodowej przygotowało projekt ustawy likwidującej gimnazja oraz przywracającej 8-klasową szkołę podstawową, która została uchwalona przez Sejm, przyjęta przez Senat, podpisana przez Prezydenta RP i ogłoszona w Dzienniku Ustaw.

### Statystyka
2009-10
W roku szkolnym 2009–2010 działało 13 191 szkół podstawowych dla dzieci (miasta: 3921, wsie: 9270). Uczyło się w nich 2,2 mln dzieci. Uczniowie szkół podstawowych stanowili w tym czasie 41,7% uczniów szkół wszystkich stopni edukacji. Szkoły prowadzone przez samorządy stanowiły 93,0%, a prywatne 6,7% wszystkich szkół podstawowych. Działały 4 szkoły podstawowe dla dorosłych.
2015-16
W roku szkolnym 2015/2016 działały 13 563 szkoły podstawowe (miasta: 4855, wsie: 8708). Liczba szkół podstawowych na obszarach wiejskich w stosunku do lat 2003/2004 zmniejszyła się o 1762 (16,8%). Do szkół uczęszczało 2,5 mln uczniów (miasta: 1,53 mln, wsie: 0,94 mln uczniów). W porównaniu z poprzednim rokiem szkolnym nastąpił wzrost liczby uczniów (średnio 7,6%). Wzrost związany był z obowiązkiem szkolnym nałożonym od tego roku na dzieci 6-letnie. Do I klas obowiązkowo poszły wszystkie dzieci urodzone w 2009 roku oraz dzieci 7-letnie urodzone w drugiej połowie 2008 roku.